# Lily ter Metz

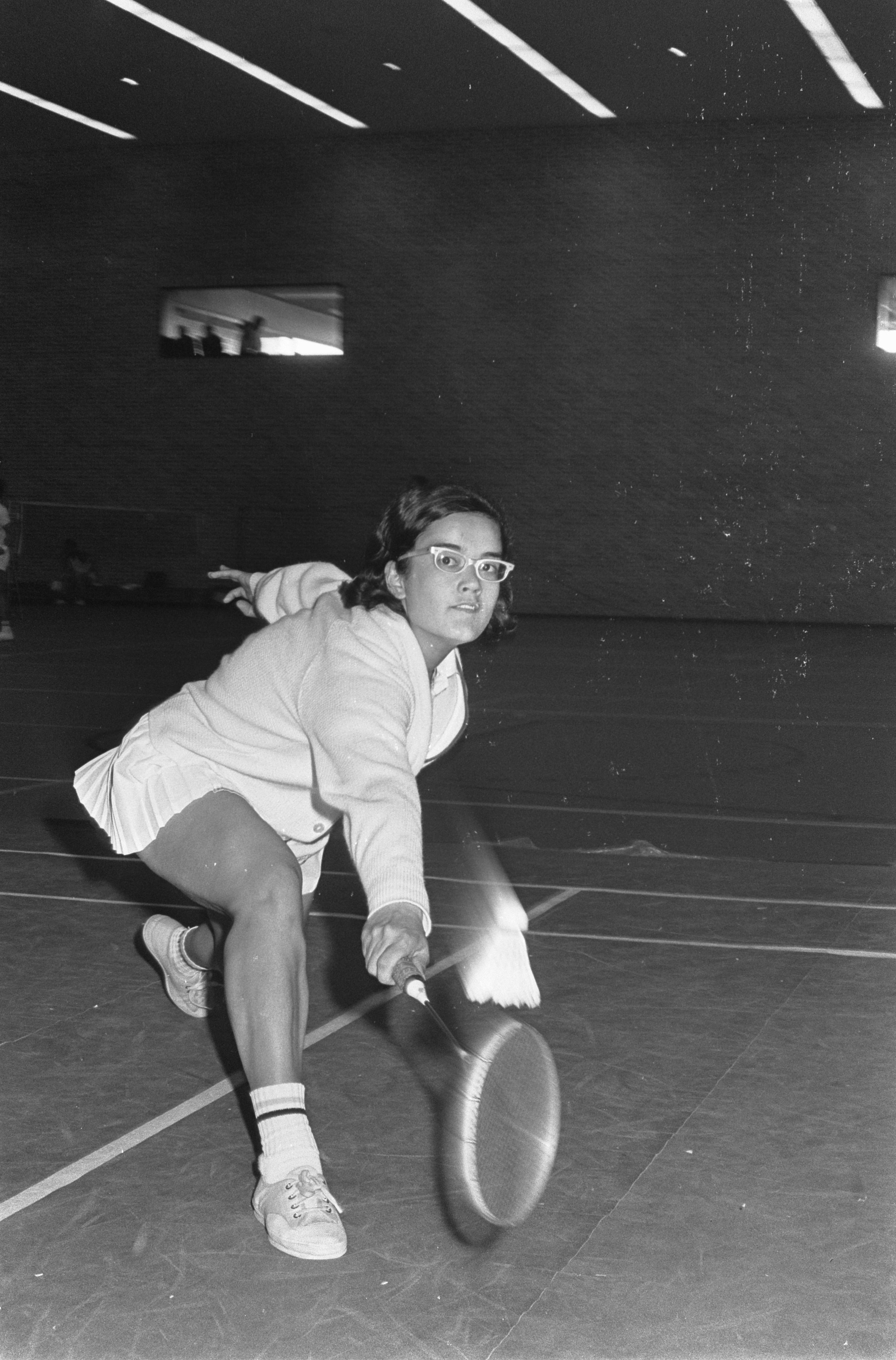
Lily ter Metz in 1968

Lily ter Metz (* um 1948, verheiratete Lily Weijers) ist eine niederländische Badmintonspielerin. 

## Karriere
Lily ter Metz siegte 1965 und 1967 bei den Juniorenmeisterschaften in den Niederlanden. Bereits als Juniorin war sie 1966 erstmals bei den Erwachsenen erfolgreich. Fünf weitere Titel folgten bis 1972. 1968 gewann sie die Mixedkonkurrenz bei den French Open.

## Sportliche Erfolge
| Saison | Veranstaltung                                   | Disziplin   | Platz | Name                                 |
| ------ | ----------------------------------------------- | ----------- | ----- | ------------------------------------ |
| 1965   | Niederlande: Einzelmeisterschaften der Junioren | Dameneinzel | 1     | Lily ter Metz                        |
| 1966   | Niederlande: Einzelmeisterschaften              | Damendoppel | 1     | Marja Ridder / Lily ter Metz         |
| 1967   | Niederlande: Einzelmeisterschaften der Junioren | Dameneinzel | 1     | Lily ter Metz                        |
| 1968   | French Open                                     | Mixed       | 1     | Herman Leidelmeijer / Lily ter Metz  |
| 1968   | Niederlande: Einzelmeisterschaften              | Mixed       | 1     | Herman Leidelmeijer / Lily ter Metz  |
| 1968   | Niederlande: Einzelmeisterschaften              | Damendoppel | 1     | Margot ter Metz / Lily ter Metz      |
| 1969   | Niederlande: Einzelmeisterschaften              | Mixed       | 1     | Herman Leidelmeijer / Lily ter Metz  |
| 1972   | Niederlande: Einzelmeisterschaften              | Mixed       | 1     | Piet Ridder / Lily ter Metz          |
| 1972   | Niederlande: Einzelmeisterschaften              | Damendoppel | 1     | Lily ter Metz / Agnes van der Meulen |